# Zapewnianie jakości
Zapewnianie jakości, QA (ang. quality assurance) – planowe i systematyczne działania niezbędne do zapewnienia spełnienia wymagań jakości końcowego produktu w procesie jego tworzenia.

## Historia

### Początkowe wysiłki na rzecz kontroli jakości produkcji
W średniowieczu gildie przyjęły odpowiedzialność za jakość towarów i usług oferowanych przez ich członków, ustanawiając i utrzymując określone standardy członkostwa w gildii.
Rządy królewskie kupujące materiały były zainteresowane kontrolą jakości jako klienci. Z tego powodu król Anglii Jan bez Ziemi wyznaczył Williama de Wrothama do raportowania o budowie i naprawach statków. Kilka wieków później Samuel Pepys, sekretarz brytyjskiej Admiralicji, wyznaczył wielu takich nadzorców do standaryzacji racji morskich i szkolenia marynarki wojennej.
Przed powszechnym podziałem pracy i mechanizacją wynikającymi z rewolucji przemysłowej, pracownicy mogli kontrolować jakość swoich własnych produktów. Rewolucja przemysłowa doprowadziła do powstania systemu, w którym duże grupy ludzi wykonujących wyspecjalizowany rodzaj pracy zostały zgrupowane pod nadzorem brygadzisty, który został wyznaczony do kontrolowania jakości wykonywanej pracy.

### Jakość w czasie wojny
W okresie I wojny światowej procesy produkcyjne stały się bardziej złożone, a nadzór nad nimi sprawowała większa liczba pracowników. Okres ten był świadkiem powszechnego wprowadzenia produkcji masowej i pracy na akord, co stworzyło problemy, ponieważ robotnicy mogli teraz zarobić więcej pieniędzy na produkcji dodatkowych produktów, co z kolei czasami prowadziło do przekazywania niskiej jakości wykonania na linie montażowe. Pionierzy tacy jak Frederick Winslow Taylor i Henry Ford, dostrzegli ograniczenia metod stosowanych wówczas w produkcji masowej i wynikającą z nich zróżnicowaną jakość produkcji. Taylor, wykorzystując koncepcję naukowego zarządzania, pomógł rozdzielić zadania produkcyjne na wiele prostych etapów (linia montażowa) i ograniczył kontrolę jakości do kilku konkretnych osób, ograniczając złożoność procesów. Ford kładł nacisk na standaryzację standardów projektowania i komponentów, aby zapewnić produkcję standardowego produktu, podczas gdy za jakość odpowiadali inspektorzy maszyn „umieszczeni w każdym dziale, aby objąć wszystkie operacje [...] w częstych odstępach czasu, tak aby żadna wadliwa operacja nie trwała przez dłuższy czas”.
Z tego powstała również statystyczna kontrola procesu, której pionierem był Walter A. Shewhart w Bell Laboratories we wczesnych latach dwudziestych XX wieku. Shewhart opracował wykres kontrolny w 1924 roku i koncepcję stanu kontroli statystycznej. Kontrola statystyczna jest odpowiednikiem koncepcji wymienialności opracowanej przez logika Williama Ernesta Johnsona, również w 1924 roku, w jego książce Logic, Part III: The Logical Foundations of Science. Wraz z zespołem w AT&T, w skład którego wchodzili Harold Dodge i Harry Romig, pracował również nad wprowadzeniem kontroli próbkowania na racjonalnej podstawie statystycznej. Shewhart konsultował się z pułkownikiem Leslie E. Simonem w sprawie zastosowania wykresów kontrolnych do produkcji amunicji w wojskowym Picatinny Arsenal w 1934 roku. To udane zastosowanie pomogło przekonać Army Ordnance do zaangażowania George'a Edwardsa z AT&T do konsultacji w sprawie wykorzystania statystycznej kontroli jakości wśród jej oddziałów i kontrahentów w momencie wybuchu II wojny światowej.

### Realia powojenne
Po II wojnie światowej odbudowano zdolności produkcyjne wielu państw, które zostały zniszczone podczas wojny. Generał Douglas MacArthur nadzorował odbudowę Japonii. Zaangażował on dwie kluczowe osoby w rozwój nowoczesnych koncepcji jakości: W. Edwardsa Deminga i Josepha Jurana. Oni i inni promowali wspólne koncepcje jakości wśród japońskich grup biznesowych i technicznych, a grupy te wykorzystywały te koncepcje w odbudowie japońskiej gospodarki.
Chociaż wiele osób próbowało poprowadzić amerykański przemysł w kierunku bardziej kompleksowego podejścia do jakości, nadal stosowano tam koncepcję kontroli jakości polegające na inspekcji i pobieraniu próbek w celu usunięcia wadliwych produktów z linii produkcyjnych, zasadniczo nieświadome lub ignorujące postępy w zakresie kontroli jakości.

## Zapewnienie jakości w szkolnictwie wyższym
Zapewnienie jakości szkół wyższych to ciągły proces wartościowania (oceny, kontroli, gwarantowania, prowadzenia i ulepszania) jakości systemu szkolnictwa wyższego.
Typy i rodzaje
- Wewnętrzny system zapewnienia jakości kształcenia – dotyczy kontroli i podnoszenia jakości wewnątrz szkoły wyższej[13]. Jest to zespół sformalizowanych w katalogu zasad oraz procedur, działań i czynności podejmowanych przez organy uczelni oraz jej interesariuszy wewnętrznych w celu podniesienia jakości kształcenia[14]. Podstawą prawną tworzenia tego systemu w szkole wyższej są przepisy ustawy Prawo o szkolnictwie wyższym i nauce[15].

- Zewnętrzny system zapewnienia jakości kształcenia – dotyczy zagwarantowania polepszania wyników działalności szkół wyższych lub jakości programów kształcenia przez interwencję instytucji nadrzędnej[13]. Istotna jest korelacja tego systemu z autonomią szkół wyższych, która może się przejawiać w: stosowaniu oceny systemowej, zróżnicowaniu stosowania oceny w zależności od kategorii uczelni i stopnia jej niezależności, pozostawieniu uczelniom dużej swobody w wyborze komisji, która dokona oceny, ocenianiu jedynie części kierunków studiów, a w przypadku spełnienia kryteriów udzielaniu akredytacji wszystkim, objęcia obligatoryjnym systemem zapewnienia jakości jedynie określonych typów uczelni albo w udzielaniu akredytacji na stosunkowo długi okres[16].